# Лаббен, Шелли
Ше́лли Линн Ла́ббен (англ. Shelley Lynn Lubben), в девичестве — Мур (англ. Moore; 18 мая 1968, Пасадина, Калифорния, США — 9 февраля 2019, Спрингвилл, Калифорния, США) — американская писательница, певица, оратор-мотиватор и порноактриса
. Как исполнительница в киноиндустрии для взрослых, она была профессионально известна как Рокси. После того, как она покинула секс-индустрию, Лаббен стала возрождённой христианкой и активисткой против порнографии. По состоянию на 2012 год, она была исполнительным директором Фонда «Розового Креста», который связывался с деятелями порноидустрии, и на общественных форумах Лаббен обменивалась информацией об опасных условиях труда, с которыми она столкнулась в порноиндустрии. В январе 2015 года она закрыла Фонд «Розового Креста». Она также была рукоположена как капеллан ордена Святого Мартина и получила степень по теологии.

## Ранние годы
Лаббен родилась 18 мая 1968 года в Пасадине, штат Калифорния. В интервью с Говардом Стерном и Deseret News, Лаббен заявила, что когда ей было девять лет, брат и сестра подвергли её сексуальному насилию. Лаббен работала проституткой с 18-ти до 26-ти лет. За это время она трижды беременела от своих клиентов, дважды перенесла выкидыш, а на третий раз, в 1988 году, родила дочь Тиффани от одного из своих клиентов.

## Карьера

### Индустрия для взрослых
Она вошла в киноиндустрию для взрослых в 24-летнем возрасте, когда работала проституткой. Во время работы в секс-индустрии она заразилась герпесом и ВПЧ, что привело к раку шейки матки и привело к удалению половины шейки матки. Во время и после своей жизни в секс-индустрии, она боролась с алкоголизмом и наркоманией. Во время её порнографической карьеры, которая длилась с 1993 по 1994 год, Лаббен появилась примерно в 15 хардкорных фильмах, в том числе The Cumm Brothers 3: Go to Traffic School, Used and Abused 2 и Bra Busters 2; треть её появлений были сценами «девочка/девочка». Лаббен заявила, что половые акты, которые женщины выполняют на съёмочных площадках, являются физически вредными (включая анальное и маточное кровотечения) и психологически травмируют.

### Анти-порнографическая пропаганда

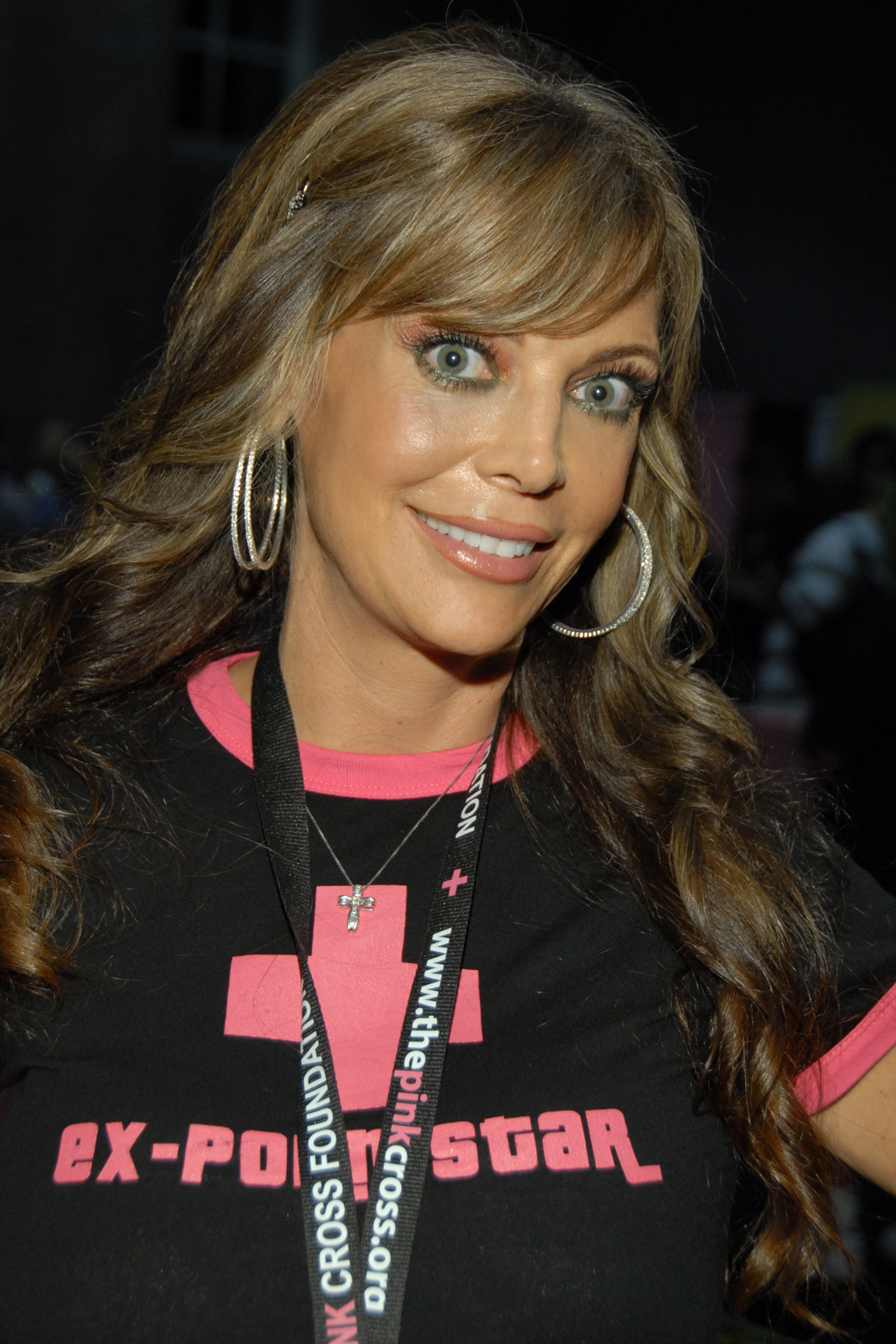
Шелли Лаббен в футболке «Розового креста» с надписью ex-pornstar («бывшая порнозвезда») на выставке Exxxotica Expo в Конгресс-центре Лос-Анджелеса, Лос-Анджелес, Калифорния, 10 июля 2010 года

В 2005 году Лаббен инициировала агрессивную онлайн-маркетинговую кампанию, используя социальные сети, чтобы охватить секс-индустрию. В 2008 году Лаббен основала религиозную организацию под названием Фонд «Розового Креста». Группа концентрировалась на охват и евангелизацию тех, кто в порноиндустрии, особенно исполнителей, а также предлагала поддержку тем, кто хочет покинуть отрасль. Организация привлекла пожертвования в Интернете и предлагала онлайн-форум поддержки для лиц, зависимых от наркотиков, секса и порнографии. Когда Лаббен выявляла заинтересованных лиц, она отправляла посылки с религиозной литературой, Библиями, христианской музыкой, подарочными картами местных магазинов продуктов и универмагов и другой духовной и практической поддержкой. Вторичным фокусом «Розового Креста» являлся охват людей, ищущих спасение от зависимостей в порнографии. «Розовый Крест» посещал конвенции порнографии, обучая поклонников тому, что порно — это не гламурно, а также объяснял и напоминал порнозвёздам, что у них есть варианты.
Фонд «Розового Креста» также лоббировал против порнографии и индустрии развлечений для взрослых. Лаббен поддержала калифорнийского законодателя Чарльза Кальдерона в стремлении обложить налогами порноиндустрию, рассказав законодателю о своём опыте. Лаббен указала, что хардкор-сцены во множестве порнофильмов часто вовлекают женщину и несколько мужчин, которые совершают унизительные акты по отношению к женщинам. Лаббен описывала хардкор-сцену порнофильма, как лишённую интимности, и описывала её как «все механически чудовищно». Далее она писала, что «у женщин на съёмочной площадке рвота, и большинство актёров употребляют наркотики и алкоголь». В июне 2010 года она говорила с членами Палаты представителей и Сената США и их сотрудниками в Вашингтоне о нанесённом ущербе её телу, который она получила в своё время в порноиндустрии. Она продолжала открыто говорить о незаконных и опасных условиях труда в отрасли, при этом про заболевания, передающиеся половым путём, что являются проблемой безопасности на рабочем месте и проблемой общественного здравоохранения.
В 2012 году она представила свои личные переживания по поводу киноиндустрии для взрослых на общественных форумах и говорила о её процессе восстановления и эмоциональных, умственных и физических эффектах исполнителей порнографии. В феврале 2011 года она выступала в Кембриджском университете, где она представила вредное воздействие порнографии и обсудили этот вопрос с защитниками от имени порноиндустрии.
В январе 2013 года, швейцарский музыкант и модель Патрик Нуо публично утверждал, что Лаббен помогла ему справиться с зависимостями в порнографии.
В январе 2016 года Фонд «Розовый Крест» закрылся.

### Появления в СМИ

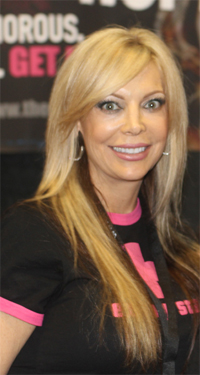
Лаббен на Adult Entertainment Expo в 2011 году

Лаббен появлялась в различных международных СМИ, включая радио, телевидение и кино. Обзор её жизни был показан в документальных фильмах «Контроль над трафиком» и «Из тьмы», последний из которых был выбран в качестве вступительного фильма для кинофестиваля Иоанна Павла II в 2011 году.
Лаббен также стала частью документального фильма 2012 года «После того, как порно заканчивается», который рассказывает о жизни после порноиндустрии. В феврале 2011 года она стала предметом документального фильма под названием «Дьявол и Шелли Лаббен», созданный активистом против порнографии Майклом Уайтисром. По словам Марка Кернеса из «AVN», фильм вызвал споры по поводу опыта Лаббен в порнографии и травмах, которые она отнесла к этому опыту. В июне 2012 года Лаббен поделилась своей историей жизни в Словакии с местными СМИ.

### Музыка
В январе 2011 года Лаббен выпустила рэп/хип-хоп альбом, доходы от которого были отданы Фонду «Розового Креста», чтобы помочь женщинам и мужчинам оправиться от порно. Первый сингл под названием «Killer Fantasy», показывает порнозвезду, говорящую с фанатом порно об истине закулисья порноиндустрии.

## Личная жизнь и смерть
Старшая дочь Шелли, Тиффани Мур (29.03.1988—04.02.2019), была свадебным фотографом. 14 февраля 1995 года Лаббен вышла замуж за Гарретта Лаббена, от которого родила ещё двух дочерей — Терезу Лаббен (род. 1997) и Эбигейл Лаббен (род. в ноябре 1999). В 2016 году они развелись.
50-летняя Лаббен скончалась во сне утром 9 февраля 2019 года в Спрингвилле, штат Калифорния, через пять дней после смерти старшей дочери Тиффани, и была обнаружена мёртвой своим другом. Заместитель шерифа сообщил, что в смерти Лаббен нет признаков криминала или самоубийства; возможной причиной смерти была названа передозировка. Позже причиной смерти была названа сердечно-сосудистая недостаточность, в результате лёгочной эмболии, которая, в свою очередь, вызвала остановку сердца.